# Manuel Casanueva Carrasco
Manuel Casanueva Carrasco (29 de junio de 1943- 7 de diciembre de 2014)fue un arquitecto, académico e investigador chileno.

## Biografía
Comienza a estudiar arquitectura en 1962, obteniendo su grado de licenciado y su título de arquitecto en la Pontificia Universidad Católica de Valparaíso en 1972.
Participó como alumno en la reforma universitaria de 1967 y se hizo miembro fundador de la Ciudad Abierta de Ritoque, donde vivió por 12 años. Se le adjudicó una cátedra de profesor de Arquitectura en Escuela de Valparaíso, donde desde 1972 hasta 1992 formó el Curso de Cultura del Cuerpo, del cual surgieron Los Torneos. Por varios años fue asesor de la Dirección de Proyectos de la Municipalidad de Valparaíso, para quienes realizó la coreografía inaugural del Campeonato Mundial Juvenil de Fútbol en 1985.[cita requerida]
Su dedicación se centra en la arquitectura experimental cuyo proceso es visible en la obra Hospedería del Errante. En 2010 la obra fue seleccionada como una de las más destacadas obras nacionales en los últimos 20 años de Arquitectura en Chile.[cita requerida] En 2011 el Colegio de Arquitectos de Chile le otorga el premio Sergio Larraín García Moreno. Dicho premio es otorgado por docencia e investigación relevante y más específicamente por la obra Hospedería del Errante.[cita requerida]
Sus publicaciones incluyen dos libros acerca de los Torneos y otros sobre arquitectura experimental y urbanismo. La enfermedad de Parkinson le obliga a retirarse de la Escuela de Valparaíso (ca. 2000), sin embargo permanece activo en la docencia de la arquitectura. Al final de su trayectoria se dedica al dibujo y pintura en su casa en Concón, experimentando con materiales como tinta, guash y acuarela. 
Como pintor exhibió en la Galería Mirador de Lastarria, Santiago de Chile (2011) y Galería El Altillo, Santiago de Chile (2012). Recientemente su obra como arquitecto y profesor ha sido incluido en las exposiciones "Desvíos de la deriva", Museo Reina Sofía, Madrid (2010), “Playground”, Museo Reina Sofía, Madrid (2014), “Arriba como ramas que un mismo viento mueve”, Museo Experimental El Eco, México D.F. (2014), “Latin America in Construction: Architecture 1955–1980”, MoMA, Nueva York (2015), “Jugador como pelota, pelota como cancha”, NuMu, Ciudad de Guatemala (2015) y “Jugador como pelota, pelota como cancha”, Despina | Largo das Artes, Río de Janeiro (2016). 
En el año 2011 fue galardonado con el premio Sergio Larraín García-Moreno, del Colegio de Arquitectos de Chile.

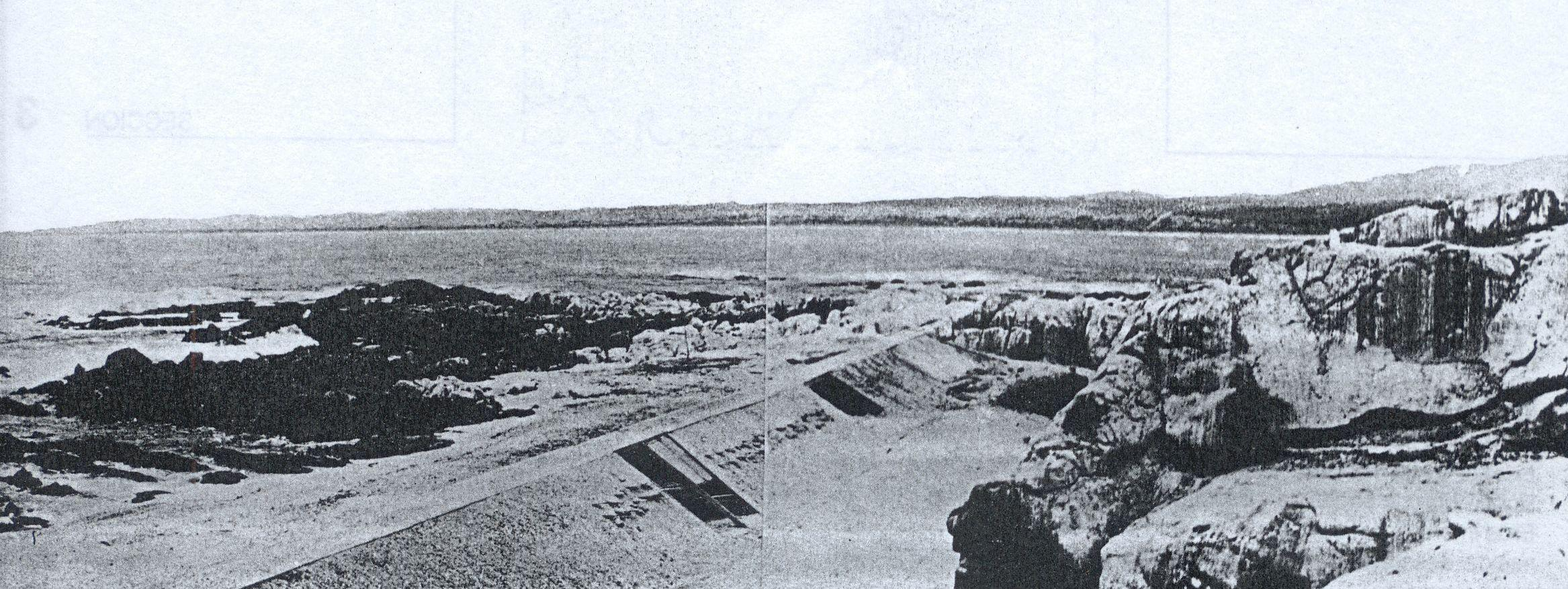
Arquitectura experimental de Manuel Casanueva Carrasco

## Torneos
"Los Torneos se desarrollaron a partir del curso “Cultura del cuerpo”, una modalidad de juego orquestada por el arquitecto Manuel Casanueva y sus alumnos entre 1974 y 1992 en la Escuela de Arquitectura de la Universidad Católica de Valparaíso. Los Torneos consistieron en crear y ejecutar diferentes ejercicios lúdicos, donde los conceptos y estructura de cada uno (cancha, equipos, reglas y artefactos) se dirigían a generar diferentes situaciones de interacción corporal y espacial, con énfasis en la colectividad, el azar y la improvisación.
Los Torneos tenían objetivos y reglas propias, que muchas veces no funcionaban o mutaban en el camino. Cada Torneo era una nueva manera de hacer funcionar el cuerpo, en un espacio determinado y en relación con otros cuerpos, pero de manera interrumpida, impedido o alterado su condición física (la visión tapada, el caminar con zancos, el estar amarrado entre jugadores, etc.). No era raro que el mismo Torneo contuviera varias versiones o sub-juegos. No era raro que un Torneo evolucionara en otro, ya sea por accidente o para perfeccionarse. Cada Torneo se inspiraba en un deporte o sistema de interacción existentes. La pelota de Rugby, el guante de Baseball, los gestos en el cine mudo, el hilo de Ariadna. Los Torneos incorporaban referencias clásicas y populares, a la vez que intentaban crear soluciones a problemas inexistentes."

## Publicaciones
- 1991: Tesis del Arquitecto Orfebre[6]
- 2003: De los campos de abstracción y los elementos para una arquitectura experimental[7][8]
- 2009: El barrio acantilado: Como identidad de Valparaíso[9]
- 2009: Libro de Torneos[10]
- 2014: Jugador como pelota, pelota como cancha[11]

## Exposiciones
- 2010: Desvíos de la deriva, Museo Reina Sofía, Madrid[12]
- 2014: Playgrounds, Museo Reina Sofía, Madrid[13]
- 2014: Arriba como ramas que un mismo viento mueve, Museo Experimental El Eco, México D.F.
- 2015: Jugador como pelota, pelota como cancha, NuMu, Ciudad de Guatemala
- 2015: Latin America in Construction: Architecture 1955–1980, MoMA, Nueva York
- 2016: Jugador como pelota, pelota como cancha, Despina | Largo das Artes, Río de Janeiro

## Artículos/textos
- 2016: Perdidos en Concón, Resistiendo en Rio de Janeiro